# Édouard Michelin jr.
Édouard Michelin (Clermont-Ferrand, 13 augustus 1963 – op zee, voor de kust van Bretagne, 26 mei 2006) was een Franse industrieel en topman. Hij was CEO van het in 1889 opgerichte Franse familiebedrijf Michelin.
Michelin was een achterkleinkind van Édouard Michelin (1859) een van de oprichters van het bedrijf. Hij werkte vanaf 1985 voor Michelin en nam in 1999 de leiding over van zijn vader François Michelin.
In 2006 verdronk hij op 42-jarige leeftijd terwijl hij aan het vissen was op het schip de Liberté dat schipbreuk leed voor de kust van het Franse gedeelte van de Atlantische Oceaan. Zijn schip werd gevonden in de omgeving van het eiland Île de Sein, buiten de kust van het Bretonse departement Finistère in het uiterste westen van Frankrijk. Vermoedelijk is zijn vispartner eveneens verdronken, maar diens lichaam is nog niet gevonden.
Édouard Michelin was in 1992 in de Kathedraal van Chartres getrouwd met Cécile Gravier; ze hadden zes kinderen.